# Ottawa, Kansas
Ottawa är en stad ("city") i den amerikanska delstaten Kansas med en yta av 17,4 km² och en folkmängd, som uppgår till 11 921 invånare (2000). Ottawa är administrativ huvudort i Franklin County, Kansas.

## Kända personer från Ottawa
- Gary Hart, politiker
- Merritt C. Mechem, politiker